# Eccellenza Abruzzo 1994-1995
Eccellenza Abruzzo 1994-1995 è stato il campionato regionale della regione Abruzzo nell'ambito del campionato italiano di calcio di Eccellenza regionale 1994-1995, che è stato il quarto organizzato in Italia. Esso rappresenta il sesto livello del calcio italiano.

## Squadre partecipanti
| Club                      | Città                     | Stadio | Stagione 1993-1994 |
| ------------------------- | ------------------------- | ------ | ------------------ |
| A.S. Altinese             | Altino (CH)               |        |                    |
| S.P. Amiternum            | Sassa Scalo (L'Aquila)    |        |                    |
| A.P. Cappelle sul Tavo    | Cappelle sul Tavo (PE)    |        |                    |
| Celano F.C. Olimpia       | Celano (AQ)               |        |                    |
| A.S. Cologna Spiaggia     | Cologna Spiaggia (TE)     |        |                    |
| A.S. Hatria               | Atri (TE)                 |        |                    |
| L'Aquila Calcio           | L'Aquila                  |        |                    |
| S.S. Lanciano             | Lanciano (CH)             |        |                    |
| S.S. Lauretum             | Loreto Aprutino (PE)      |        |                    |
| A.S. Miglianico           | Miglianico (CH)           |        |                    |
| A.S.D. Atletico Nepezzano | Nepezzano di Teramo (TE)  |        |                    |
| A.S. Pianella             | Pianella (PE)             |        |                    |
| A.S. Pineto               | Pineto (TE)               |        |                    |
| A.C. Renato Curi          | Pescara                   |        |                    |
| S.P. Rosetana             | Roseto degli Abruzzi (TE) |        |                    |
| S.S. Sant'Omero Palmense  | Sant'Omero (TE)           |        |                    |
| Pol. Val di Sangro        | Atessa (CH)               |        |                    |
| Vis Chieti                | Chieti                    |        |                    |

## Classifica finale
|  | Pos. | Squadra            | Pt | G  | V  | N  | P  | GF | GS | DR  |
|  | ---- | ------------------ | -- | -- | -- | -- | -- | -- | -- | --- |
|  | 1.   | Pineto             | 48 | 34 | 18 | 12 | 4  | 59 | 18 | +41 |
|  | 2.   | Lanciano           | 44 | 34 | 16 | 12 | 6  | 42 | 22 | +20 |
|  | 3.   | L'Aquila           | 42 | 34 | 16 | 10 | 8  | 40 | 19 | +21 |
|  | 4.   | Renato Curi        | 39 | 34 | 12 | 15 | 7  | 41 | 30 | +11 |
|  | 5.   | Celano             | 38 | 34 | 14 | 10 | 10 | 46 | 32 | +14 |
|  | 6.   | Lauretum           | 37 | 34 | 14 | 9  | 11 | 36 | 36 | 0   |
|  | 7.   | Pianella           | 35 | 34 | 10 | 15 | 9  | 38 | 37 | +1  |
|  | 8.   | Amiternum          | 35 | 34 | 10 | 15 | 9  | 37 | 42 | -5  |
|  | 9.   | Hatria             | 34 | 34 | 11 | 12 | 11 | 35 | 29 | +6  |
|  | 10.  | Miglianico         | 34 | 34 | 12 | 10 | 12 | 31 | 32 | -1  |
|  | 11.  | Cologna Spiaggia   | 33 | 34 | 10 | 13 | 11 | 31 | 36 | -5  |
|  | 12.  | Vis Chieti         | 33 | 34 | 10 | 13 | 11 | 39 | 52 | -13 |
|  | 13.  | Cappelle sul Tavo  | 33 | 34 | 9  | 15 | 10 | 38 | 51 | -13 |
|  | 14.  | Sant'Omero         | 32 | 34 | 7  | 18 | 9  | 20 | 31 | -11 |
|  | 15.  | Rosetana           | 30 | 34 | 9  | 12 | 13 | 25 | 28 | -3  |
|  | 16.  | Val di Sangro      | 26 | 34 | 6  | 14 | 14 | 36 | 51 | -15 |
|  | 17.  | Altinese           | 24 | 34 | 5  | 14 | 15 | 25 | 49 | -24 |
|  | 18.  | Atletico Nepezzano | 15 | 34 | 2  | 11 | 21 | 33 | 57 | -24 |